# Seleção Húngara de Futebol Feminino
A Seleção Húngara de Futebol Feminino representa a Hungria no futebol feminino internacional. 